# 100 meter frisim för herrar i simning vid olympiska sommarspelen 2004
Sammanställda resultaten för 100 meter frisim, herrar vid de Olympiska sommarspelen 2004.

## Rekord
| Världsrekord     | Pieter van den Hoogenband (Nederländerna) | Sydney, Australien | 47,84 | 19 september 2000 |
| Olympiskt rekord | Pieter van den Hoogenband (Nederländerna) | Sydney, Australien | 47,84 | 19 september 2000 |

## Medaljörer
| Guld:                                    | Silver:                         | Brons:                 |
| Pieter van den Hoogenband, Nederländerna | Roland Mark Schoeman, Sydafrika | Ian Thorpe, Australien |

## Resultat
Från de 9 kvalheaten gick de 16 snabbaste tiderna vidare till semifinal.
Från semifinalerna gick de 8 snabbaste tiderna vidare till final.
Alla tider visas i sekunder.

Q kvalificerad till nästa omgång

DNS startade inte.

DSQ markerar diskvalificerad eller utesluten.

### Kval

#### Heat 1
1. Mohammed Abbas, Irak 56,81
2. Tamir Andrey, Mongoliet 57,29
3. Leonel Matonse, Moçambique 57,79
4. Hesham Shehab, Bahrain 57,94
5. Sergej Djatjkov, Azerbajdzjan 58,26
6. Mumtaz Ahmed, Pakistan 59,19
7. Emery Nziyunvira, Burundi 1.09,40

#### Heat 2
1. Octavian Gutu, Moldavien 51,84
2. Camilo Becerra, Colombia 52,57
3. Zeljko Panic, Bosnien och Hercegovina 52,75
4. Alexandr Agafanov, Uzbekistan 52,92
5. Obaid Ahmed Obaid Al Jassimi, Förenade Arabemiraten 54,17
6. Onan Orlando Thom, Guyana 55,24
7. Babak Farhoudi, Iran 56,42
8. Jean Laurent Ravera, Monaco 56,47

#### Heat 3
1. Carl Probert, Fiji 51,42
2. Ismael Ortiz, Panama 51,74
3. Chung-Hee Lee, Sydkorea 51,74
4. Damian Alleyne, Barbados 51,89
5. Maximiliano Schnettler, Chile 51,91
6. Vjatjeslav Titarenko, Kazakstan 52,09
7. Nien-Pin Wu, Taiwan 52,58
8. Mark Chay, Singapore 52,83

#### Heat 4
1. Romans Miloslavskis, Lettland 50,94
2. Alexandros Aresti, Cypern 51,10
3. Ryan Pini, Papua Nya Guinea 51,11
4. Paul Kutscher, Uruguay 51,45
5. Kaan Tayla, Turkiet 51,52
6. George Gleason, Amerikanska Jungfruöarna 51,69
7. Allen Ong, Malaysia 52,04
8. Raitjin Antonov, Bulgarien 52,33

#### Heat 5
1. Rolandas Gimbutis, Litauen 48,85 Q
2. Yoshihiro Okumura, Japan 50,24
3. Stanislau Neviarouski, Vitryssland 50,36
4. Aristeidis Grigoriadis, Grekland 50,61
5. Matti Rajakylä, Finland 50,67
6. Danil Haustov, Estland 51,02
7. Cameron Gibson, Nya Zeeland 51,56
8. Shaohua Huang, Kina 55,46

#### Heat 6
1. Duje Draganja, Kroatien 49,07 Q
2. Luis Rojas, Venezuela 49,69 Q
3. Jurij Jegosjin, Ukraina 49,73
4. Stefan Nystrand, Sverige 49,75
5. Karel Novy, Schweiz 49,93
6. Matthew Kidd, Storbritannien 49,97
7. Attila Zubor, Ungern 50,26
8. Jader Souza, Brasilien 50,67

#### Heat 7
1. Pieter van den Hoogenband, Nederländerna 48,70 Q
2. Ryk Neethling, Sydafrika 48,85 Q
3. Frederick Bousquet, Frankrike 49,08 Q
4. Peter Mankoc, Slovenien 49,54 Q
5. Torsten Spanneberg, Tyskland 49,71 Q
6. Ian Crocker, USA 49,73
7. Brent Hayden, Kanada DNS
8. Rick Say, Kanada DNS

#### Heat 8
1. Ian Thorpe, Australien 49,17 Q
2. Andrej Kapralov, Ryssland 49,52 Q
3. George Bovell, Trinidad och Tobago 49,61 Q
4. Roland Mark Schoeman, Sydafrika 49,68 Q
5. Milorad Cavic, Serbien och Montenegro 49,74
6. Lorenzo Vismara, Italien 50,03
7. Eduard Lorente, Spanien 50,48
8. Ashley Callus, Australien 50,56

#### Heat 9
1. Romain Barnier, Frankrike 49,49 Q
2. Aleksandr Popov, Ryssland 49,51 Q
3. Filippo Magnini, Italien 49,58 Q
4. Salim Iles, Algeriet 49,72 Q
5. Jason Lezak, USA 49,87
6. Jose Martin Meolans, Argentina 49,98
7. Tiago Venancio, Portugal 50,18
8. Stephan Künzelmann, Tyskland 50,98

### Semifinaler

#### Heat 1
1. Salim Iles, Algeria 49,13 Q
2. Duje Draganja, Kroatien 49,14 Q
3. Ian Thorpe, Australien 49,21 Q
4. Alexander Popov, Ryssland 49,23
5. George Bovell, Trinidad och Tobago 49,53
6. Peter Mankoc, Slovenien 49,71
7. Rolandas Gimbutis, Litauen 49,75
8. Luis Rojas, Venezuela 49,85

#### Heat 2
1. Roland Mark Schoeman, Sydafrika 48,39 Q
2. Pieter van den Hoogenband, Nederländerna 48,55 Q
3. Filippo Magnini, Italien 48,91 Q
4. Andrej Kapralov, Ryssland 49,12 Q
5. Ryk Neethling, Sydafrika 49,18 Q
6. Frederick Bousquet, Frankrike 49,25
7. Romain Barnier, Frankrike 49,63
8. Torsten Spanneberg, Tyskland 49,88

### Final
1. Pieter van den Hoogenband, Nederländerna 48,17
2. Roland Mark Schoeman, Sydafrika 48,23
3. Ian Thorpe, Australien 48,56
4. Ryk Neethling, Sydafrika 48,63
5. Filippo Magnini, Italien 48,99
6. Duje Draganja, Kroatien 49,23
7. Salim Iles, Algeriet 49,30
8. Andrej Kapralov, Russia 49,30

## Tidigare vinnare

### OS
- 1896 i Aten: Alfréd Hajós, Ungern – 1.22,2
- 1900 i Paris: Ingen tävling
- 1904 i S:t Louis: Zoltán Halmaj, Ungern – 1.02,8
- 1906 i Aten: Charles Daniels, USA – 1.13,4
- 1908 i London: Charles Daniels, USA – 1.05,6
- 1912 i Stockholm: Duke Kahanamoku, USA – 1.03,4
- 1920 i Antwerpen: Duke Kahanamoku, USA – 1.01,4
- 1924 i Paris: Johnny Weissmuller, USA – 59,0
- 1928 i Amsterdam: Johnny Weissmuller, USA – 58,6
- 1932 i Los Angeles: Yazuji Miyazaki, Japan – 58,2
- 1936 i Berlin: Ferenc Csík, Ungern – 57,6
- 1948 i London: Walter Ris, USA – 57,3
- 1952 i Helsingfors: Clark Scholes, USA – 57,4
- 1956 i Melbourne: Jon Henricks, Australien – 55,4
- 1960 i Rom: Jon Devitt, Australien – 55,2
- 1964 i Tokyo: Don Schollander, USA – 53,4
- 1968 i Mexico City: Mike Wenden, Australien – 52,2
- 1972 i München: Mark Spitz, USA – 51,22
- 1976 i Montréal: Jim Montgomery, USA – 49,99
- 1980 i Moskva: Jörg Woithe, DDR – 50,40
- 1984 i Los Angeles: Rowdy Gaines, USA – 49,80
- 1988 i Seoul: Matt Biondi, USA – 48,63
- 1992 i Barcelona: Alexander Popov, Ryssland – 49,02
- 1996 i Atlanta: Alexander Popov, Ryssland – 48,74
- 2000 i Sydney: Pieter van den Hoogenband, Nederländerna – 48,30

### VM
- 1973 i Belgrad: Jim Montgomery, USA – 51,70
- 1975 i Cali, Colombia: Andy Coan, USA – 51,25
- 1978 i Berlin: David McCagg, USA – 50,24
- 1982 i Guayaquil, Ecuador: Jörg Woithe, DDR – 50,18
- 1986 i Madrid: Matt Biondi, USA – 48,94
- 1991 i Perth: Matt Biondi, USA – 49,18
- 1994 i Rom: Alexander Popov, Ryssland – 49,12
- 1998 i Perth: Alexander Popov, Ryssland – 48,93
- 2001 i Fukuoka, Japan: Anthony Erwin, USA – 48,33
- 2003 i Barcelona: Alexander Popov, Ryssland – 48,42